# Дылевский, Николай Михайлович
Николай Михайлович Дылевский (1904—2001) — болгарский филолог-русист, профессор Софийского университета.

## Биография
Родился в Чугуеве Харьковской губернии. Сын георгиевского кавалера, штабс-ротмистра Михаила Николаевича Дылевского (1879—1915) и жены его Марии Васильевны Богашовой (1874—1946).
В 1915 году поступил в Петровский Полтавский кадетский корпус, после окончательного закрытия которого в 1919 году вернулся в Чугуев. В том же году выехал из Чугуева с семьей подполковника И. Я. Волохина, а в 1920 году эвакуировался из Крыма на пароходе «Аскольд».
До февраля 1921 года жил на острове Халки, а затем переехал в Константинополь, где, по ходатайству баронессы Врангель, поступил в русскую Крестовоздвиженскую гимназию. В 1922 году гимназия была переведена в болгарский город Пештера. В 1925 году Дылевский окончил гимназию с серебряной медалью и поступил на медицинский факультет Софийского университета, а через семестр перешел на историко-филологический факультет. С 1928 года был стипендиатом болгарского правительства, выделившего две стипендии для особо выдающихся студентов русского происхождения.
В 1930 году окончил университет, прошел стажировку в 3-й Софийской мужской гимназии, а затем в течение трех лет преподавал болгарский язык и литературу в Неврокопском педагогическом училище. В 1934—1948 годах был преподавателем русского языка в Софийском университете. В 1946 году стал одним из организаторов университетской кафедры русского языка, которую возглавлял с 1951 по 1972 год. В 1948 году защитил кандидатскую диссертацию «Сложные глагольные основы в современном русском языке» и получил звание доцента, в 1954 году — докторскую диссертацию «Основные проблемы устойчивости/подвижности русского ударения» и получил звание профессора. Читал курсы «Русский язык» и «Историческая грамматика русского языка». В 1951—1955 годах был заместителем декана филологического факультета. В 1967 году стажировался в МГУ.
Основные научные интересы — история и лексикология русского и болгарского языков, русско-болгарские языковые параллели и различия. Исследовал источники по истории Рильского монастыря, издал жизнеописание митрополита Софрония Врачанского. Посвятил более 35 публикаций лексическому и стилистическому исследованию «Слова о полку Игореве» и его «тёмных мест». Помимо исследований написал несколько учебников по грамматике русского языка.
Кроме того, в 1934—1984 годах преподавал русский язык на богословском факультете Софийского университета, а затем в Софийской духовной академии. Состоял внештатным научным сотрудником Института болгарского языка и литературы Болгарской академии наук, членом Союза научных работников Болгарии и Болгарского национального комитета славистов. Участвовал в симпозиумах Международной ассоциации преподавателей русского языка и литературы и международных съездах славистов. Входил в приходский совет Церкви Святителя Николая Чудотворца в Софии.
Скончался в 2001 году в Софии. Похоронен на Центральном Софийском кладбище. Был женат на Марийке Симеоновой, урожденной Кушевой. Детей не имел.

## Награды
- Орден «Кирилл и Мефодий» 2-й степени (1963)
- Орден «Красное Знамя Труда» (1979)
- Орден «9 сентября 1944 года» (1984)
- Орден «Кирилл и Мефодий» 1-й степени (1988)
- медаль «30 лет народной власти»